# Ступіна (Вранча)
Ступіна (рум. Stupina) — село у повіті Вранча в Румунії. Входить до складу комуни Мейкенешть.
Село розташоване на відстані 155 км на північний схід від Бухареста, 33 км на південний схід від Фокшан, 46 км на захід від Галаца, 144 км на схід від Брашова.

## Населення
За даними перепису населення 2002 року у селі проживали 406 осіб, усі — румуни. Усі жителі села рідною мовою назвали румунську.